# Estados libres y estados esclavistas

Una animación que muestra los estados libres/esclavistas de los estados y territorios de Estados Unidos, 1789-1861 (véase también: mapas anuales por separado más adelante). La guerra civil comenzó en 1861. La esclavitud fue abolida por la 13.ª Enmienda a partir de septiembre de 1865.

En la historia de los Estados Unidos de América, un estado esclavista era un estado de Estados Unidos en el que la práctica de la esclavitud era legal en un momento particular de tiempo, y un estado libre era aquel en el que se prohibía la esclavitud o fue legalmente abolida en un determinado momento de tiempo. La esclavitud era un tema de división y fue una de las causas principales de la guerra civil americana. La Decimotercera Enmienda a la Constitución de los Estados Unidos, ratificada en 1865, abolió la esclavitud en los Estados Unidos, y terminó con esta división.

## Historia temprana

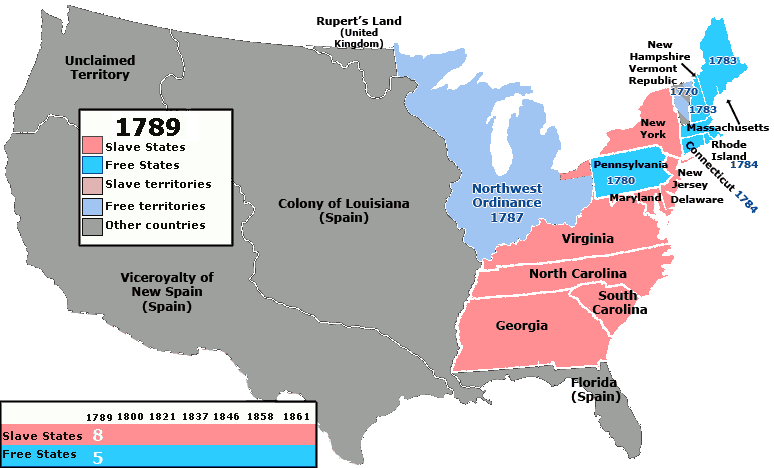

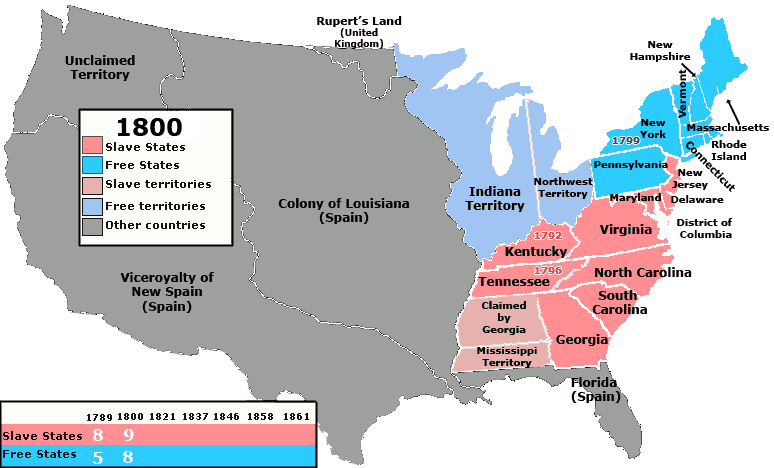

La esclavitud era legal y se practicaba en cada una de las Trece Colonias. Movimientos políticos y sociales organizados comenzaron a mediados del siglo XVIII para poner fin a la esclavitud. Los sentimientos de la Revolución Americana y la igualdad evocada por la Declaración de Independencia en los mítines, llevaron a muchos estadounidenses negros hacia la causa revolucionaria y sus propias esperanzas de emancipación. Otros se unieron al ejército británico, alentado por las promesas británicas de libertad a cambio de servicio militar. Hombres negros libres también lucharon en la Revolución en ambos lados. (Véase patriota negro y negros leales).
En la década de 1770, los negros a través de Nueva Inglaterra comenzaron a enviar peticiones a las asambleas del norte exigiendo la libertad. En la Convención Constitucional se debatieron muchos temas sobre la esclavitud y durante un tiempo la esclavitud fue un impedimento importante para la aprobación de la nueva constitución. Como solución de compromiso se reconoció la institución aunque nunca se mencionaba directamente en la constitución, como en el caso de la Cláusula de esclavos fugitivos. En 1789, cinco de los estados del norte habían adoptado políticas para abolir la esclavitud, al menos, poco a poco: Pensilvania (1780), Nuevo Hampshire y Massachusetts (1783), Connecticut y Rhode Island (1784). Vermont abolió la esclavitud en 1777, cuando todavía era independiente, y cuando se unió a los Estados Unidos como el estado número 14 en 1791 fue el primer estado a unirse sin esclavitud. Por tanto, estas jurisdicciones estatales promulgaron las primeras leyes de abolición en el "Nuevo Mundo" .

## Antecedentes en el continente (colonias españolas)
Las primeras prácticas de abolición de la esclavitud en el mundo, se sucedieron en los territorios correspondientes a las colonias españolas; ya que se reconocen leyes antiesclavistas por lo menos desde las Leyes de Burgos de 1512 y posteriormente Leyes Nuevas de 1542 (Esclavitud en la Nueva España); ratificado por la bula Comussum Nobis del papa Urbano VIII en abril de 1639 en territorios católicos. Cabe destacar que en la práctica, las colonias españolas siguieron traficando esclavos comprados a la corona Británica y Portugal pero ya existían antecedentes abolicionistas, desde la existencia de Quilombos o palenques, hasta la fundación de poblados autónomos de libertos con reconocimiento del virrey, como San Lorenzo de los Negros, (Yanga, Veracruz), fundado en 1630 por un príncipe africano llamado Gaspar Yanga dirigiendo una resistencia de cimarrones desde finales de 1570, uniéndosele una gran cantidad de cimarrones hacia 1609. 
Otro aspecto interesante a resaltar, es la existencia de la manumisión heredada por el imperio romano, y constatada a lo largo de la historia de España, como bien describen documentos en los primeros años de las colonias 

## Primeros pasos
En 1804 (incluyendo, Nueva York (1799), Nueva Jersey (1804)), en todos los estados del norte se había abolido la esclavitud o habían tomado medidas destinadas a reducirla gradualmente. 
En el sur, Kentucky fue creado como un estado esclavista a partir de Virginia (1792), y Tennessee se había creado como un estado esclavista de Carolina del Norte (1796). En 1804, antes de la creación de nuevos estados de los territorios occidentales federales, el número de estados esclavistas y estados libres era de ocho cada uno. En el uso popular, la división geográfica entre el esclavo y estados libres se llama la línea Mason-Dixon.

## Nuevos territorios

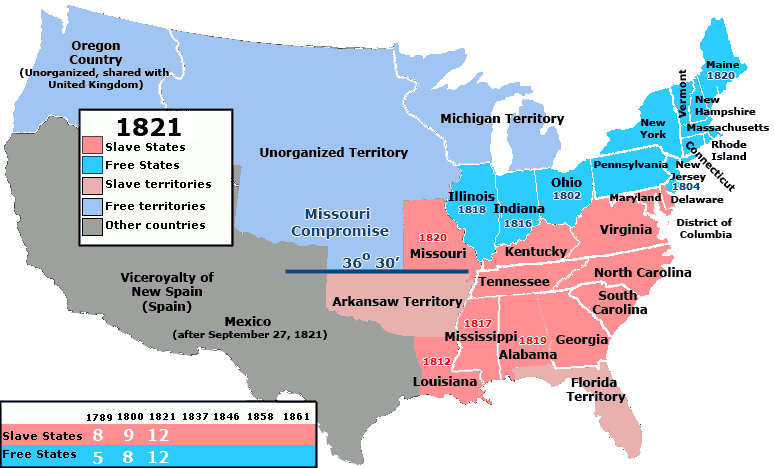
El Compromiso de Misuri de 1820, negoció la admisión de Misuri (esclavista) por Maine (libre), también trazó una línea que se extiende al oeste de la frontera sur de Misuri, que fue pensado para dividir cualquier nuevo territorio esclavista (al sur de la línea) y libre (al norte de la línea)

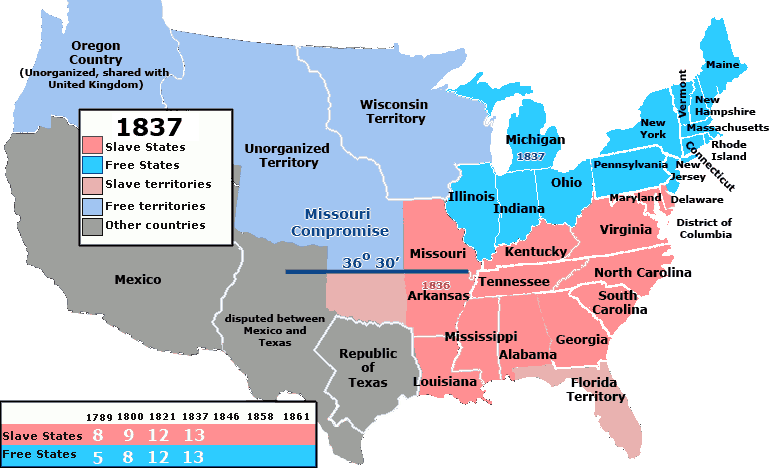

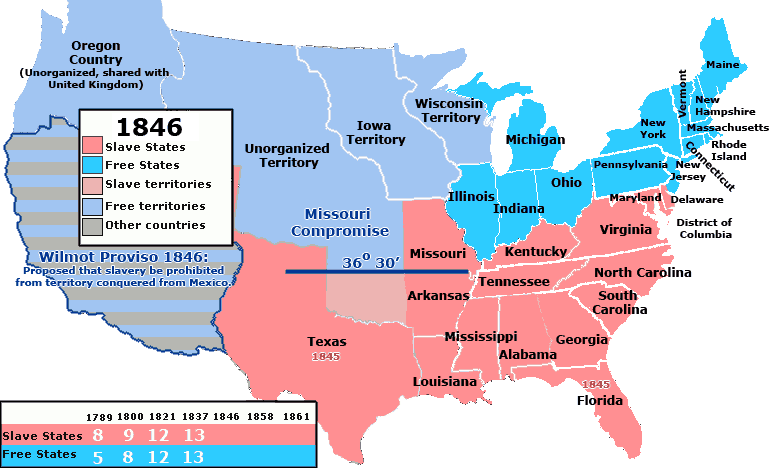
Los 15 estados esclavistas incluían Texas (1845) y Florida (1845), superando en número a los 14 estados libres, que ganaron Iowa (1846).

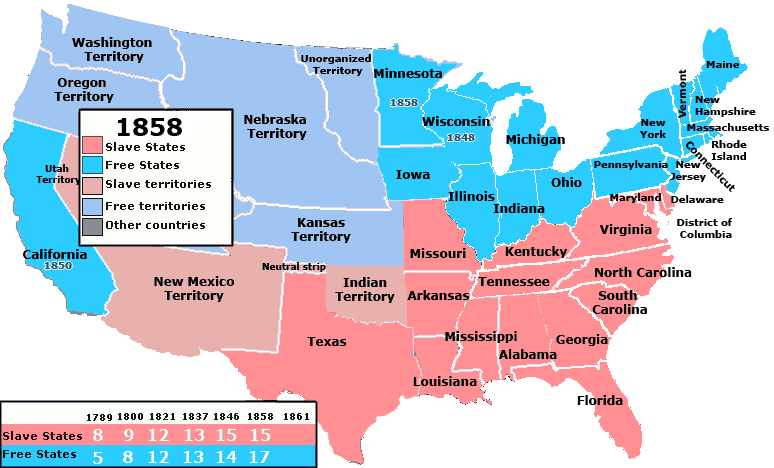
Los 17 estados libres incluían Wisconsin (1848), California (1850) y Minnesota (1858), superando en número a los 15 estados esclavistas.

La Ordenanza del Noroeste de 1787, fue aprobada justo antes que la Constitución de EE. UU. fuese ratificado, prohibiendo la esclavitud en el territorio federal del noroeste. El límite sur del territorio era el río Ohio, fue considerado como una extensión hacia el oeste de la línea Mason-Dixon. El territorio fue habitado por lo general de por los colonos de Nueva Inglaterra y los veteranos de la Guerra de la Independencia a los que les habían otorgado tierras allí. Los estados creados a partir de este territorio – Ohio (1803), Indiana (1816), Illinois (1818), Míchigan (1837), Iowa (1846), Wisconsin (1848), y Minnesota (1858) - eran todos estados libres. Durante la guerra de 1812, los británicos aceptaron como libres todos los esclavos que llegaron a sus manos, sin condiciones para el servicio militar, como se había hecho en la Proclamación de Dunmore en la guerra revolucionaria. Hacia el final de la Guerra de 1812, el ritmo de las reformas contra la esclavitud, estado por estado, parecía perder fuelle, con la mitad de los estados habiendo abolido la esclavitud (Noreste), los que la habían prohibido desde el principio (Medio Oeste) o se habían comprometido a eliminarla, y la otra mitad se comprometieron a continuar indefinidamente la institución (Sur). 
El potencial conflicto político sobre la esclavitud a nivel federal hizo que los políticos se preocuparan por el equilibrio de poder en el Senado de los Estados Unidos, donde cada Estado estaba representado por dos senadores. Con un número igual de estados esclavistas y de estados libres, el Senado estaba empatado en temas importantes para el Sur. A medida que la población de los estados libres comenzó a superar a la población de los Estados esclavistas, lo que llevaba a un control de la Cámara de Representantes por los Estados libres, el Senado se convirtió en la preocupación de los políticos de los estados esclavistas interesados en mantener el veto del Congreso sobre la política federal en lo que respecta a la esclavitud y otros temas importantes para el Sur. Como resultado de esta preocupación, los estados esclavistas y los estados libres a menudo eran admitidos en la Unión de dos en dos para mantener el equilibrio existente en el Senado de estados esclavistas y estados libres. 

### Compromiso de Misuri
La controversia sobre si Misuri debía ser admitido como estado esclavista, dio como resultado el Compromiso de Misuri de 1820, que especificaba que la compra del territorio de la Luisiana al norte del paralelo 36 ° 30 ', donde se describía la mayor parte de la frontera sur de Misuri, se organizaría como estados libres y los territorios al sur de esa línea serían reservados para la organización como estados esclavistas. Como parte del compromiso, la admisión del Maine (1820) como un estado libre era un seguro para equilibrar la admisión de Misuri como un estado esclavista (1820).

### Texas y la cesión mexicana
La admisión de Texas (1845) y la adquisición de los enormes territorios de la Cesión mexicana (1848) después de la guerra con México crearon nuevos conflictos Norte-Sur. Aunque la porción colonizada del Texas era una zona rica en plantaciones de algodón y dependiente de la esclavitud, el territorio adquirido al oeste de la montaña no parecía hospitalario para el algodón o la esclavitud.
Como parte del Compromiso de 1850, California fue admitida como estado libre (1850), sin ser un estado esclavista. Para evitar la creación de una mayoría de estados libres en el Senado, California acordó enviar un delegado a favor de la esclavitud y un senador antiesclavista al Congreso.

### Últimas batallas

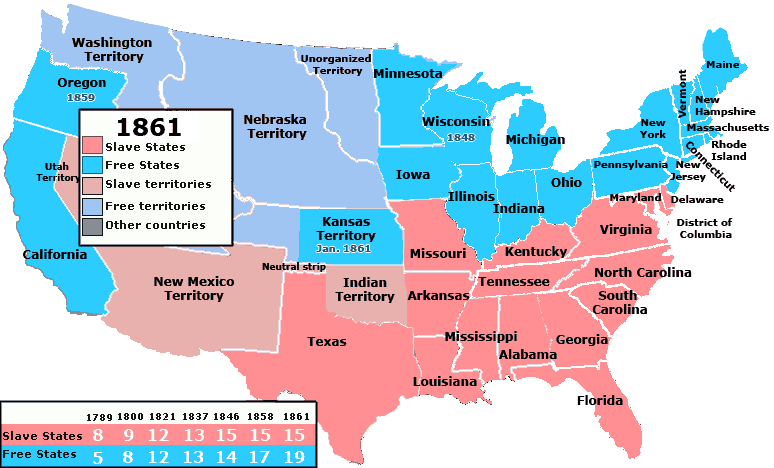

La dificultad de identificar el territorio que podría ser organizado en estados esclavistas adicionales estancó el proceso de apertura de los territorios occidentales a la colonización, mientras que los políticos de los estados esclavistas buscaban una solución, realizando esfuerzos para adquirir o incluso anexionarse Cuba (véase el Manifiesto de Ostende, 1854) y anexionarse Nicaragua (véase el Asunto Walker, 1856-1857), para que fuesen estados esclavistas.
En 1854, el Compromiso de Misuri de 1820 fue sustituido por la Ley de Kansas-Nebraska, que permitió el asentamiento de los colonos blancos de sexo masculino en los nuevos territorios para determinar a través de la soberanía popular si se permitiría la esclavitud dentro de cada territorio. El resultado fue que los elementos a favor y en contra de la esclavitud inundaron Kansas con el objetivo de votar a favor o en contra de la misma, lo que llevó a la lucha sangrienta. Se hizo un esfuerzo para organizar la admisión de Kansas como estado esclavista, igual que Minnesota, pero la admisión de Kansas como estado esclavista fue bloqueada debido a las dudas sobre la legitimidad de su constitución como estado esclavista. Los colonos antiesclavistas en "Bleeding Kansas" en la década de 1850 fueron llamados Free-Soilers, porque lucharon (con éxito) para incluir Kansas en la Unión como un estado libre en 1861.
Cuando la admisión de Minnesota procedió sin obstáculos en 1858, se perdió el equilibrio en el Senado; una pérdida que se suma el ingreso posterior de Oregón en 1859.

## Virginia Occidental
Durante la guerra civil, un Gobierno unionista en Wheeling, Virginia, presentó un proyecto de ley en el Congreso con el fin de crear un nuevo estado a partir de 48 condados en el oeste de Virginia. El nuevo estado incorporó finalmente 50 condados. La cuestión de la esclavitud en el nuevo estado retrasó la aprobación del proyecto de ley. En el Senado Charles Sumner se opuso a la admisión de un nuevo estado esclavista, mientras que Benjamin Wade defendía la condición de ese estado, siempre y cuando una cláusula de emancipación fuese gradualmente incluida en la nueva constitución del estado. Dos senadores representaban el gobierno unionista de Virginia, John S. Carlile y Waitman T. Willey. El senador Carlile objetaba que el Congreso no tenía derecho a imponer la emancipación de Virginia Occidental, mientras que Willey proponía una enmienda de transacción a la constitución del estado para la supresión gradual. Sumner intentó añadir su propia enmienda al proyecto de ley, que fue denegada, y el proyecto de ley sobre la condición de ese estado fue aprobada por ambas cámaras del Congreso con la adición de lo que se conoce como Enmienda Willey. El Presidente Lincoln firmó la ley el 31 de diciembre de 1862. Los votantes de Virginia Occidental aprobaron la Enmienda Willey el 26 de marzo de 1863.
El presidente Lincoln emitió la Proclamación de Emancipación el 1 de enero de 1863, que eximía a los esclavos en Virginia Occidental de la emancipación. Dos condados adicionales se añaden a Virginia Occidental a finales de 1863, Berkeley y Jefferson. Los esclavos en Berkeley también estaban eximidos, pero no los que estaban en el condado de Jefferson. A partir del censo de 1860, los 49 condados exentos tenían unos 6000 esclavos de más de 21 años de edad que no habrían sido emancipados, alrededor del 40% de la población total de esclavos. Bajo los términos de la Enmienda Willey sólo se liberaban los niños, al nacer o con la mayoría de edad, y se prohibía la importación de esclavos.
Virginia Occidental se convirtió en el estado número 35 el 20 de junio de 1863, y el último estado esclavista admitido en la Unión. Dieciocho meses más tarde, la asamblea de Virginia Occidental abolió completamente la esclavitud, y también ratificó la 13.ª Enmienda el 3 de febrero de 1865.

## Final de la esclavitud

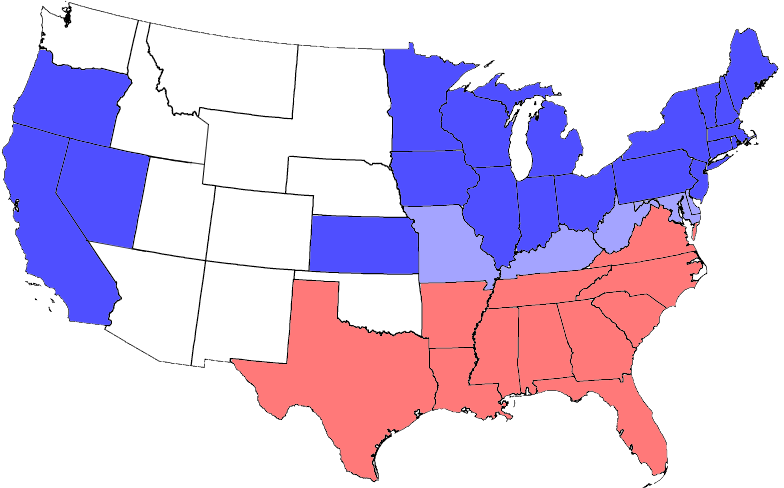
La división de estados durante la Guerra Civil. El azul representa los estados de la Unión, incluidos los que ingresaron durante la guerra; azul claro representan los estados fronterizos; el rojo representa los estados confederados. Las zonas no sombreadas no eran estados antes o durante la guerra civil.

Al inicio de la Guerra Civil, había 34 estados en los Estados Unidos, 15 de los cuales eran estados esclavistas. 11 de estos estados esclavistas declararon su secesión de los Estados Unidos para formar la Confederación. Los estados esclavistas que se quedaron en la Unión fueron Maryland, Misuri, Delaware y Kentucky, y se conocen como los estados fronterizos. En el momento de la proclamación de la emancipación en 1863 Tennessee ya estaba bajo el control de la Unión. De acuerdo con ello, el anuncio sólo se aplicaba a los restantes 10 estados de la Confederación. La abolición de la esclavitud también se convirtió en una condición del retorno del gobierno local en aquellos estados que habían declarado su secesión. 
Los estados fronterizos de Maryland (1864),  
Misuri (1865), uno de los estados de la Confederación, Tennessee (1865), y el nuevo estado de Virginia Occidental (1865), abolieron la esclavitud antes del final de la Guerra Civil. En el Distrito de Columbia, la esclavitud fue abolida en 1862. Sin embargo, la esclavitud persistió en Delaware, Kentucky, y 10 de los 11 de los antiguos estados confederados, hasta que la Decimotercera Enmienda a la Constitución de los Estados Unidos abolió la esclavitud en los Estados Unidos el 18 de diciembre de 1865, poniendo fin a la distinción entre estados esclavistas y libres. 

## Evolución
Antes de 1812, la preocupación por el equilibrio entre estados esclavistas y estados libres no era evidente. Después de 1812, y hasta 1850, mantener el equilibrio de votos estatales libres y esclavos en el Senado se consideró de suma importancia si la Unión debía ser conservada, y los estados fueron admitidos generalmente por pares. A partir de 1850 se rompió el equilibrio.
| Etapa      | Estatus     | Estados | Estatus | Estados |
| ---------- | ----------- | --- | ------- | --- |
| Hasta 1812 | Esclavistas | Delaware (1787) Nueva Jersey (1787-1804) Georgia (1788) Maryland (1788) Carolina del Sur (1788) Virginia (1788) Nueva York (1788-1799) Carolina del Norte (1789) Kentucky (1792) Tennessee (1796) Luisiana (1812) | Libres  | Pensilvania (1787) Connecticut (1788) Massachusetts (1788) Nuevo Hampshire (1788) Rhode Island (1790) Vermont (1791) Ohio (1803) Nueva York (desde 1799) Nueva Jersey (desde 1804) |
|            |             | |         | |
| 1812-1850  | Esclavistas | Misisipi (1817) Alabama (1819) Misuri (1821) Arkansas (1836) Texas (1845) Florida (1845) | Libres  | Indiana (1816) Illinois (1818) Maine (1820) Míchigan (1837) Iowa (1846) Wisconsin (1848) California (1850) con un senador pro-esclavista                                           |
|            |             | |         | |
| 1850-1864  | Esclavistas | Virginia Occidental (1863) con un plan gradual de abolición | Libres  | Minnesota (1858) Oregón (1859) Kansas (1861) Nevada (1864) |